# Haliophyle compsias
Haliophyle compsias är en fjärilsart som beskrevs av Edward Meyrick 1899. Haliophyle compsias ingår i släktet Haliophyle och familjen nattflyn. Inga underarter finns listade i Catalogue of Life.